# The Sorcerers
The Sorcerers és una ciència-ficció/pel·lícula de terror britànica del 1967 dirigida per Michael Reeves, protagonitzada per Boris Karloff, Catherine Lacey, Ian Ogilvy i Susan George. La història i el guió originals van ser concebuts i escrits per John Burke. Reeves i el seu amic de la infància Tom Baker van reescriure seccions del guió, inclòs el final a insistència de Karloff, que volia que el seu personatge semblés més simpàtic. Burke va ser eliminat del crèdit principal de guió i va ser relegat a una "idea de".

## Trama
El doctor Marcus Monserrat (Boris Karloff) és un ancià practicant de la hipnosi mèdica. Viu amb la seva dona Estelle Monserrat (Catherine Lacey). Ha inventat un dispositiu que li permetria controlar i sentir l'experiència d'una altra persona utilitzant el poder de la hipnosi. Decidien que qualsevol jove serà el seu subjecte de prova. El doctor Marcus Monserrat selecciona i convida Mike Roscoe (Ian Ogilvy) a casa seva, amb una oferta d'una “nova experiència”. Ell utilitza el dispositiu en Mike i el procediment té èxit: ell i l'Estelle poden sentir tot el que sent Mike i també poden controlar-lo.
Després del procediment, decideixen enviar Mike per dur a terme l'experiment a distància. Mike torna al club on l'espera la seva xicota Nicole (Elizabeth Ercy). Mike porta la Nicole al seu apartament i neden a la piscina. Marcus i Estelle són capaços d'experimentar tot el que sent Mike. Mentre que Marcus vol publicar la seva obra, Estelle vol recuperar el temps perdut i experimentar coses noves. Ella convenç un Marcus reticent de continuar amb el seu acord amb Mike.
L'endemà, l'Estelle veu una jaqueta de pell en una botiga i convenç en Marcus que faci servir en Mike per robar la jaqueta. Marcus accepta de mala gana amb la condició que no ho tornin a fer. Mentre en Mike és a l'apartament de la Nicole, l'Estelle i en Marcus li fan robar la jaqueta. Mike se'n va sense informar a Nicole, que decideix anar a una discoteca amb l'Alan (Victor Henry). Tot i que un policia s'hi va involucrar, Mike aconsegueix robar la jaqueta.
L'Estelle s'adona que poden fer el que vulguin sense cap conseqüència. Estelle desitja experimentar l'emoció de la velocitat. Així doncs, l'Estelle i el Marcus fan que Mike prengui la moto d'Alan i vagi molt de pressa amb la Nicole al seient del passatger. Quan l'Alan s'enfronta a Mike, Estelle fa que Mike l'ataqui a ell i al seu cap, en Ron (Alf Joint). L'Estelle gaudeix de l'experiència, però en Marcus està sorprès. Intenta evitar la baralla, però la ment de l'Estelle resulta més forta. Quan en Marcus s'enfronta a Estelle, aquesta ataca en Marcus i destrueix el dispositiu experimental, evitant així que Marcus reverti l'experiment.
Mike es queda en blanc cada vegada que l'Estelle i el Marcus el controlen. Un Mike confús visita la seva amiga Audrey (Susan George), però Estelle fa que Mike la mati. Aleshores, Mike va al club nocturn i s'enrotlla amb la cantant de pop Laura (Sally Sheridan). L'Alan i la Nicole veuen que Mike treu la Laura de la discoteca. La parella és deixada per un taxi en un carrer desert on Mike ordena a Laura que canti. Quan ella no segueix les seves instruccions, ell també la mata.
L'endemà, l'Alan li diu a Nicole que creu que Mike podria haver matat les noies. L'Alan vol informar la policia, però la Nicole el convenç de parlar amb Mike primer. La policia segueix Mike amb l'ajuda del taxista. L'Alan i la Nicole s'enfronten a Mike sobre la Laura, però Mike no recorda res. Sota la influència de l'Estelle, Mike ataca de nou l'Alan i s'escapa en un cotxe. Els investigadors de la policia localitzen Mike i, en la persecució següent, Marcus interfereix amb el control d'Estelle. El cotxe d'en Mike xoca i s'encén. De tornada a l'apartament, Estelle i Marcus estan tots dos morts a causa de les cremades.

## Repartiment
- Boris Karloff com el professor Marcus Monserrat
- Catherine Lacey com Estelle Monserrat
- Elizabeth Ercy com a Nicole
- Ian Ogilvy com a Mike Roscoe
- Victor Henry com Alan
- Sally Sheridan com a Laura Ladd
- Alf Joint com a Ron, el mecànic
- Meier Tzelniker com el forner jueu
- Gerald Campion com a client a la botiga xinesa
- Susan George com a Audrey Woods
- Ivor Dean com a inspector Matalon
- Peter Fraser com a detectiu

## Recepció
A Rotten Tomatoes, la pel·lícula té una puntuació d'aprovació del 100% basada en 13 ressenyes, amb una mitjana ponderada de 7,3/10. A Internet Movie Database, la pel·lícula va rebre una puntuació mitjana de 6,4 sobre 10.
Per la seva actuació, Catherine Lacey va guanyar un premi ‘Silver Asteroid’ com a millor actriu al Trieste Science+Fiction Festival el 1968.

## The Sorcerers: El guió original
Després de la mort de John Burke el 2011, la seva propietat va enviar dues caixes d'efectes a l'amic de John, l'editor Johnny Mains. Mirant el material, va descobrir que contenia el guió original que era molt diferent de la pel·lícula acabada. Burke ja havia explicat a Mains que Michael Reeves li va negar un crèdit de guió, però a les caixes hi havia diverses cartes d'advocats relacionades amb el fet que aquest era el cas. Aleshores, Mains es va acostar a PS Publishing, que va acceptar publicar el guió original, el tractament, les cartes i altres efímers. El llibre acabat, amb una introducció de Matthew Sweet i material addicional de Kim Newman, Benjamin Halligan i Tony Earnshaw, es va publicar l'octubre de 2013.